# Cyrielle Banet

a Compétitions nationales et continentales officielles uniquement.

b Matchs officiels uniquement.
Dernière mise à jour le 22 octobre 2023.
Cyrielle Banet, née le 29 août 1994 à Perpignan est une joueuse internationale française de rugby à XV évoluant au poste de ailière droite au sein du Montpellier rugby club et en équipe de France.

## Biographie
Fille et petite fille de rugbyman, Cyrielle Banet débute à l’école de rugby de Canet Sainte-Marie XV à douze ans, puis elle passe par les cadettes et les seniors du Stade olympique villelonguet, avant de rejoindre le Montpellier rugby club. À Montpellier, elle évolue au sein de l'équipe réserve la première année avant de faire en 2014 ses grands débuts dans l’élite.
En 2018, lors du premier match du Tournoi des Six Nations, le 3 février à Toulouse, elle marque un essai à la 6e minute. La France l’emporte 24 à 0. Le 10 février au Scotstoun Stadium de Glasgow, elle marque un essai contre l’Écosse à la 39e minute. La France l’emporte 3 à 26. Contre l’Italie, le 24 février au Stade Armand-Cesari de Furiani, elle marque deux essais aux 8e et  15e minutes, mais sort sur blessure à la 30e. La France l’emporte 57 à 0. La France remporte le Grand Chelem dans le Tournoi des Six Nations.
En novembre 2018, elle fait partie des 24 premières joueuses françaises de rugby à XV qui signent un contrat fédéral à mi-temps. Son contrat est prolongé pour la saison 2019-2020.
À la fin de la saison 2022-2023, elle est nommée pour l'Oscar de la meilleure joueuse française aux Oscars du Midi olympique.
À l'automne suivant, elle fait partie du groupe d'internationales qui dispute sous les couleurs de la France le championnat féminin de rugby WXV en Nouvelle-Zélande.

## Statistiques

### Internationales
| Année | Compétition  | Matchs | Points | Essais |
| ----- | ------------ | ------ | ------ | ------ |
| 2017  | Test match   | 2      | 10     | 2      |
| 2018  | Six Nations  | 5      | 20     | 4      |
| 2018  | Test match   | 2      | -      | -      |
| 2019  | Super Series | 3      | 10     | 2      |
| 2020  | Six Nations  | 4      | 20     | 4      |
| 2020  | Test match   | 1      | 10     | 2      |
| 2021  | Six Nations  | 2      | 10     | 2      |
| 2021  | Test match   | 2      | 10     | 2      |
| 2022  | Six Nations  | 1      | -      | -      |
| 2023  | Six Nations  | 4      | 10     | 2      |
| 2023  | WXV          | 1      | 5      | 1      |
| Total | Total        | 36     | 105    | 21     |

## Palmarès

### En club
- Montpellier RC
  - Vainqueure du Championnat de France en 2017, 2018 et 2019

### En équipe nationale
- France
  - Vainqueure du Tournoi des Six Nations en 2018 (Grand Chelem)